# میوه غریب
«میوه غریب» (به انگلیسی: Strange Fruit) نام آهنگی است که نخست با صدای بیلی هالیدی به شهرت رسید. این آهنگ انتقادی از لینچ کردن سیاهان است که در زمانی که آهنگ عرضه شد در جنوب آمریکا معمول بود.
شعر مؤثر آن را ایبل مروپل با نام مستعار «لوئیس آلن» نوشت و اگر چه از قول بیلی هالیدی گفته شد که او مدعی ساختن آهنگ آن است ولی گفته می‌شود که یا پارکر هال یا خود ایبل مروپل آن را ساخته‌است.
نخستین ضبط این آهنگ از بیلی هالیدی در ۱۹۳۹ است ولی پیش‌تر او آن را در باشگاه‌های جاز نیویورک می‌خواند.

## شعر
| درختان جنوب میوه غریبی دارند           |  |  |
| برگ‌ها و ریشه‌هایشان خونی است            |  |  |
| پیکرهای سیاه در نسیم جنوبی تاب می‌خورند |  |  |
| میوه غریب از درختان سپیدار آویخته‌است   |  |  |
|                                        |  |  |
| چشم‌انداز روستائی جنوب سرفراز           |  |  |
| چشم بیرون زده و دهان کج شده            |  |  |
| عطر شیرین ماگنولیای تازه               |  |  |
| بعد بوی تند گوشت سوخته                 |  |  |
|                                        |  |  |
| کلاغان منقارش می‌زنند                   |  |  |
| بارانش می‌شوید و باد می‌مکد              |  |  |
| آفتاب می‌گنداند و درخت می‌ریزد           |  |  |
| محصول غریب و تلخی است این میوه         |  |  |